# Batalhão Bergmann
O Grupo Especial Bergmann ou o Batalhão Bergmann (em alemão:  Sonderverband Bergmann) foi uma unidade militar da Abwehr alemã durante a Segunda Guerra Mundial, composta por cinco companhias de voluntários Caucasianos.

## História

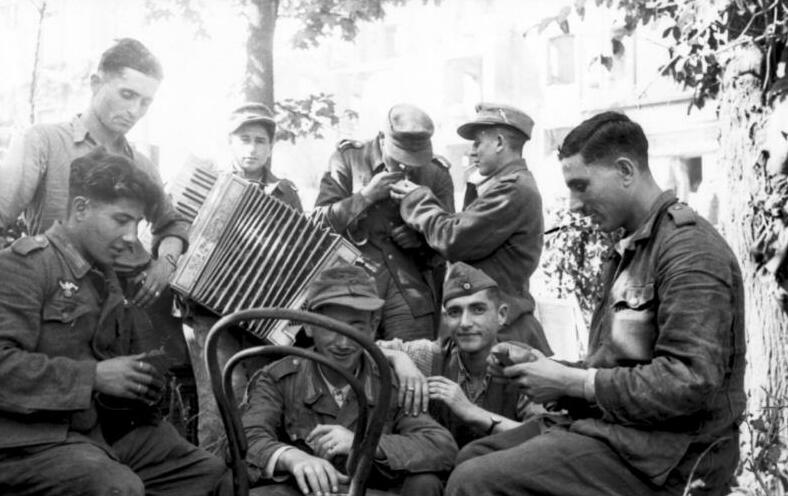
Soldados do Batalhão Bergmann em Varsóvia, 1944

O Batalhão Bergmann foi formado por emigrantes e prisioneiros de guerra originários das repúblicas do Cáucaso em Neuhammer, outubro de 1941. Subordinado ao batalhão de comando alemão Bau-Lehr-Bataillons zb V. 800 e colocada sob o comando do Oberleutnant Theodor Oberländer, a unidade recebeu treinamento em Neuhammer e Mittenwald. Mais tarde, um contingente georgiano especial de 130 homens da Abwehr, codinome "Tamara-II", foi incorporado a Bergmann. Em março de 1942, havia cinco companhias de cerca de 300 alemães e 900 caucasianos:
1. Núcleo georgiano e alemão
2. Caucasianos do norte
3. Azeris
4. Georgianos e Armênios
5. Companhia de oficiais, composta por 130 emigrantes georgianos[1]

Em agosto de 1942, o Bergmann foi para a Frente Oriental, onde viu sua primeira ação na campanha do Norte do Cáucaso em agosto de 1942. A unidade se envolveu em ações anti-resistência na área de Mozdok - Nalchik - Mineralnye Vody e conduziu reconhecimento e subversão na área de Grozny. No final de 1942, o batalhão conduziu uma raide bem-sucedida pelas linhas soviéticas, trazendo consigo cerca de 300 desertores do Exército Vermelho. Em fevereiro de 1943 participou em uma série de combates árduos com os guerrilheiros soviéticos e as forças regulares na Crimeia. Após a formação de batalhões separados, vários deles foram despachados para a Grécia. O 2.º Batalhão Azeri cobriu a retirada das forças alemãs da Rússia e foi empregado durante a Revolta de Varsóvia, sofrendo baixas pesadas.

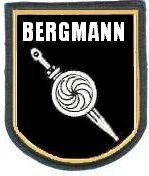
A insígnia do Batalhão Bergmann